# ウィンデッカー イーグル
イーグル
- 用途：軽飛行機
- 設計者：リオ・ウィンデッカー
- 製造者：ウィンデッカー・リサーチ
- 運用者：ダウ・ケミカル他[1]
- 初飛行：1967年10月7日[2][1]
- 生産数：9（YE-5を含む）[2]
- 生産開始：1970年（生産型）[3]
- 運用状況：保管中[2]
- ユニットコスト：40,000ドル[4]

ウィンデッカー イーグル（Windecker Eagle）は、初めて繊維強化プラスチックを主要構造材として実用化された飛行機。商業的には成功せず、生産数は派生型のステルス実験機YE-5を含めても9機にとどまった。

## 開発
テキサス州で歯科医を開業していたリオ・ウィンデッカーとその妻フェアファックス・ウィンデッカーは、1956年にセスナ 172に搭乗した際乱気流に巻き込まれた経験から、同年よりダウ・ケミカルと共同でグラスファイバーを航空機の素材として研究していた。1959年にはダウ・ケミカルから航空機開発のためのバックアップを得た。ウィンデッカーは1960年に自身の歯科医院を廃業し航空機開発に専念、1961年にはモノクープ 90の主翼を樹脂製のものと交換した機体が閉鎖中のホンド基地で飛行に成功し、計画は前進した。
1962年、石油産業以外の産業を求めるテキサス州の地元財界からの支援も取り付け、ミッドランドにウィンデッカー・リサーチ社（Windecker Research Inc.）が誕生した。
1967年10月7日、出力290hpのライカミング製エンジンを搭載し、4人乗り、低翼、固定脚という構造の試作1号機が初飛行した。同機は降着装置として固定脚を有していたが、同年ウィンデッカー・リサーチが買収されたことで計画に変更が生じた。新経営陣は石油産業で財をなしたものが中心であり、多くは軍のパイロット経験者であったが、彼らの方針により固定脚から引込脚への変更が行われることになった。他社より人員を獲得して引込脚の開発に当たることになったが、獲得した人員の引込脚に関する知識は乏しかった。後に、この決定がプロジェクトの失敗を招いたとする意見もある。
1969年1月26日、降着装置に加えて主翼も設計変更を行い、エンジンをコンチネンタル製の出力285hpのものとした試作2号機が飛行した。だが、連邦航空局の型式認証を目指して試験を続行していたさなかの1969年4月19日、スピン試験の最終段階で墜落、パイロットは脱出したものの機体は失われた。スピン状態では垂直尾翼が有効に機能しなかったことと、機首と尾部の重量バランスが回転速度を加速させたことが判明し、テッド・ウィンデッカーとボブ・ウィンデッカーが設計変更を行った。有効搭載量を100ポンド減じたものの、尾部を軽量化され、機体下部にスピン状態での運動性を向上させるフィンを取り付けられるなどの改良が施された試作3号機が製造された。構造材として用いられたFibaloyはアルミニウムの2倍の強度を持つとされ、ダウ・ケミカルの試験では製造5年後に強度が23%高まるとしていた。だが、繊維強化プラスチックを構造材として用いた航空機は、連邦航空局にとっても未経験の機体であり、機体強度をアルミニウム製の航空機の20%増しで求められることになった。また、当時としては最多となる250回のスピン試験を課されることにもなった。
1969年12月18日、プラスチック製の飛行機として世界初となる型式認証を取得した。開発費は300万ドル、設備費に500万ドルを費やしていたが、また総費用は後に2000万ドルであるとされた。
イーグルに続くプラスチック製の機体は、20年後のビーチクラフト スターシップまで現れなかった。

## 生産
型式認証を取得したイーグルは、1970年には芸術産業館で試作3号機が展示された。その先進性は好意的に取り上げられたが、同時に4万ドルという、競合機の相場に比べて高価であるという価格面での問題も指摘されていた。また、流通ルートには乗せず直販を希望していたが、これは後に商業的失敗の原因として指摘されることになった。
ウィンデッカー社の資金不足により、1971年までに6機が生産された時点で生産は停止された。当時は景気が後退局面にあり、民間の軽航空機市場には逆風となっていた。航空誌では競合機と目されたビーチクラフト ボナンザとの価格差が500ドル以内であれば市場の勢力図を変える可能性があると評価されたこともあり、2000万ドルの社債発行計画が提案されたが、実施された規模は400万ドルに留まった上、資金は他のプロジェクトに消費された。景気の後退は出資者であるテキサス州の石油産業にも影響を及ぼしており、ウィンデッカー社は新たな出資者を得ることは出来なかった。
1973年にはアメリカ合衆国空軍にYE-5を納入したが、これが最後の完成機となった。1974年には量産計画が再始動し、リーマン・ブラザーズからの2000万ドルの出資を含む複数の出資提案がなされた。しかしこれらの提案が実現することはなく、当時ウィンデッカー・インダストリーズと社名を変更していたウィンデッカー社は、1975年に連邦倒産法第11章に基づく再生手続きに入った。1976年初頭には、ステルス機研究を含む全ての業務が停止された。

## 再生産計画
1977年、ウィンデッカー イーグルのオーナーでもあったジェラルド・ディートリック（Gerald "Jerry" Dietrick）により、ウィンデッカー社の資産が買収された。再生産を目指してコンポジット・エアクラフト社（Composite Aircraft Corporation）が設立され、イーグル 1に加え改良型のイーグル 2の販売をも目標とし、250機の受注を再生産のめどとした。ジェラルドは自らのイーグルを操縦して世界記録を樹立し、所有機体の一つであるN804WRにイーグル 2で搭載予定のアリソンエンジンを搭載するなど計画の実現に動いた。
だが、予定販売価格は11万2500ドルと、当時の競合機であったビーチクラフト ボナンザの95000ドルとは大きな開きを残したままであり、この他にも多数の金属製競合機が存在する上に、市場の縮小を経験し軽航空機が供給過剰となっていた1980年代の環境下では出資を得ることが出来なかった。
その後、1991年にはナショナル・エアクラフト・レンタル・システムズ（National Aircraft Rental Systems）が、2006年にはイーグルエアロ（EagleAero）がそれぞれ再生産計画を立てたが、いずれも実現することなく終わっている。また、カナディアン・エアロスペース（Canadian Aerospace Group International）が発展型として開発したウインドイーグルは、1999年に発注を得たと報じられたが、こちらも実現したとの続報はない。

## 構造
繊維強化プラスチックを構造材として広範に使用し、大型の金属製部品はエンジン、プロペラ、降着装置のみである。部品総数は、約5,000点。これは、ビーチクラフト ボナンザの50,000点に対して10分の1となる値であった。

### 機体
機体はNUF（Nonwoven Unidirectional glass Fiber）と呼称される一方向性ガラス繊維を布に3インチごとに縫い付けたものを素材とした。これに、レイアップ法によりエポキシ樹脂を含浸させた一方向繊維強化プラスチックは、一方向性を保ち1フィートに10万本のガラス繊維を含む構造材となった。この布を型に対して斜めに張り、さらに直交するように重ねて張り合わせることで、二層構造となる。これによって、強度が全方向に対して均等に得られることになった。
この段階までは左右に分割した状態で製造され、その後中央部を貼り合わせて機体の形状をなした。さらに、その上から結合前と同様に繊維強化プラスチックの層を重ねることでモノコック構造の機体が完成。このようにして作られた機体は、空気抵抗となるリベットや継ぎ手のないものであった。塗装とゲル状の外装・エポキシ樹脂保護層・NUFという三層構造を取ることにより、紫外線などによるエポキシ樹脂の劣化を防いでおり、構造材全体に占める割合はエポキシ30%に対してNUF70%という比率であった。補強材が必要になった場合には、厚さ8分の3インチ（約67.7mm）のポリウレタンが用いられた。
強度はアルミニウム製の航空機よりも優れており、損傷時の修復も容易であった。胴体着陸時に被った推定修理時間200人時とされる損傷が、40人時で修復された記録が残されている。
規模としては6人乗り相当であったにもかかわらず4人乗りであったが、これは大柄なリオ・ウィンデッカーが自身を基準として設計した事に起因している。ただし、余裕のある前席に対して後席は機体中央部に位置するため座面が低いため、足を投げ出す形で着席するために座席としては手狭であった。構想としては6人乗りもあり、ウインドイーグルは5人乗りとして計画されていた。
主翼は矩形翼であったが 、イーグル 2ではテーパー翼に変更する計画であった。フラップにより低下する失速速度は5マイル程度でしかなかったが、離陸には有用であった。

### エンジン
固定脚試作機のエンジンは、290馬力のライカミング IO-540であったが、他の機体は285馬力のコンチネンタル IO-520Cを搭載した。燃料搭載量は45分相当の余剰燃料を残して、84ガロン（318リットル）。
イーグル 2は、360馬力のアリソン 250 B17Cターボプロップエンジンを採用予定であり、N804WRがこのエンジンに換装されている。
ウインドイーグルはコンチネンタル IO-550C及びプラット・アンド・ホイットニー・カナダ PT6A-25Cを採用する予定であった。
エンジンの防音には問題があり、エンジンの作動音が重低音として機内に響いていた。再生産計画においては、ノイズ対策も行われる見込みとなっていた。
プロペラは金属製の2翅のものを使用し、マッコーリー・プロペラ・システムズ（McCauley）かハーツェル・プロペラ（Hartzell）の定速プロペラであった。
YE-5のプロペラは、プラスチック製の3翅のものに交換されていた。イーグル 2のプロペラはハーツェル製の3翅のリバースピッチプロペラを搭載予定であり、エンジン換装後のN804WRも同様であった。

### その他
速度計には一般的であった20マイル刻みではなく、滑走路進入速度の90マイルから、最良上昇角速度の110、フラップ及び降着装置の運用が可能な最高速度の130、ギア変更速度の150及びそれ以降の数値が記されていた。
低翼の機体は高い安定性を示すものの、オートパイロットは装備されていなかった。ドアは機体両面に各1枚、貨物用のドアは左側面に1枚設けられた。アンテナは機内に内蔵されており、冬季の結氷から守られていた。

## 性能と実績
空気抵抗の少ない機体であり、競合機であったセスナ 210、ビーチクラフト ボナンザ等と比較して、10マイル/時（16km/h）ほど高速であった。
1973年、パウダー・パフ ダービーに出場した機体は、予選で時速203.118マイルという記録を残している。
1979年から1981年にかけてジェラルド・ディートリックが再生産のために活動していた時期に、自ら操縦して離陸重量1750kg以上3000kg以下の固定翼機部門で6つの世界記録を樹立している。
| 区間（発 - 着）           | 速度       | 日時          |
| ------------------------- | ---------- | ------------- |
| シンシナティ - パリ       | 304.12km/h | 1979年6月3日  |
| ニューヨーク - パリ       | 312.72km/h | 1979年6月3日  |
| シンシナティ - ロンドン   | 302.16km/h | 1980年4月16日 |
| ニューヨーク - ミュンヘン | 309km/h    | 1980年4月16日 |
| シンシナティ - ミュンヘン | 299.44km/h | 1980年4月16日 |
| パリ - シンシナティ       | 250.2km/h  | 1981年6月15日 |

## その他
イーグルは開発当時から技術的には評価されたものの商業的には成功しなかった機体であるが、本機に留まらずリオ・ウィンデッカー自身も評価をえている。複合素材の開発者としてインターナショナル・ハーベスターのスカウト III開発に関与した他、1982年にはアブテックエア（AvtekAir）社に招かれ、Avtek 400の開発に携わった。その後2003年にはテキサス州の航空殿堂入りを果たし、国立航空殿堂にノミネートされている。
イーグルは、YE-5を含む3機が博物館に収蔵されている。

## 型式
- ACX-7：試作機。
- CADDO：陸軍向けの機体に与えられたコードネーム。YE-5Aと混同される場合が多いが、異なる機体である[2][12]。
- YE-5A：空軍向けの機体。1機製造、改造により同等機1機製造[2]。
- A-7C：イーグル 1、生産型。
- イーグル 2：改良型、計画のみ。
- ウインドイーグル：発展型、完成に至らず。

### 製造機体一覧
| # | 登録番号 | 型式               | 備考                                                                            |
| - | -------- | ------------------ | ------------------------------------------------------------------------------- |
| 0 | N801WR   | 固定脚試作機       | テキサス大学アーリントン校に寄贈、分解保管。                                    |
| 1 | N802WR   | 引込脚試作機       | 1969年4月19日、スピン試験中に墜落、喪失。                                       |
| 2 | N803WR   | 最終試作機、CADDO  | アメリカ合衆国陸軍が運用中の1980年にハリケーンにより喪失。                      |
| 3 | N804WR   | デモンストレーター | イーグル 2で計画されたアリソンエンジンに交換。現役として登録、分解保管。        |
| 4 | N4195G   | 生産型             | Lake Jackson Historical Museumにて展示。                                        |
| 5 | N4196G   | 生産型             | YE-5に改造、アメリカ陸軍航空博物館に保存。                                      |
| 6 | N4197G   | 生産型             | ダウ・ケミカルが運用、パウダー・パフ ダービーに使用。国立航空宇宙博物館に寄贈。 |
| 7 | N4198G   | 生産型             | ウインドイーグルの開発に利用。現役として登録、改装途上で分解保管。              |
| 8 | 未完成   | 生産型             | 未完成のまま陸軍に弾道学試験用として売却。                                      |
| 9 | 01653    | YE-5               | YE-5、1985年陸軍の試験中に喪失。                                                |

## 要目
出典: Windecker Eagle I（国立航空宇宙博物館）を他の資料で補完。
諸元
- 乗員: 1
- 定員: 4
- ペイロード: 567kg （1250lbs）
- 全長: 9.7m （32ft）
- 全高: 2.9m （9ft 6in）
- 翼幅: 8.7m（28ft 6in）
- 翼面積: 16.35m2 （176ft2）
- 空虚重量: 975kg （2150lbs）
- 有効搭載量: 1540kg （3400lbs）
- 動力: コンチネンタル IO-520C ピストンエンジン、213kW （285hp）   × 1

性能
- 最大速度: 339.5km/h （211mph）
- 巡航速度: 328.3km/h （204mph）
- 失速速度: 106.2km/h （66mph）
- 航続距離: 1979.5km （1230マイル）
- 実用上昇限度: 5486.4m （18000ft）
- 上昇率: 371.8m/s （1220ft/min）
- 離陸滑走距離: 260.6m （855ft）
- 翼面荷重: 91.76kg/m2 （18.8lb/sq）
- 馬力荷重（プロペラ）: 5.26kg/hp （11.6lbs/hp）

## 注
1. ↑  より広義の航空機としてはグライダーが含まれる。グラスファイバー製のグライダーとして1965年8月19日に欧州航空安全機関の型式認証を得たグラースフリューゲル H-301と[5][6]、1967年6月7日に連邦航空局の型式認証を得たディアマント HBVが存在する[7][8]。
2. ↑  意図的にきりもみ飛行状態に陥らせ、立て直す試験。
3. ↑  リオ・ウィンデッカーの息子であるテッド、ボブ、スキッパーの3名は、いずれもエンジニアとして開発に携わっていた[12]。
4. ↑  型式認証を取得した機体として。ホームビルト機であれば、バート・ルータンのルータン バリイージー等が存在する[20]。
5. ↑  3万5000ドル[21]。
6. ↑  加えてプラスチックであることから安価であるとの予想もなされていたが[14]、実際にはアルミニウムよりも素材としては高価であった[9]。
7. ↑  セスナ、ビーチクラフト、パイパー・エアクラフト等[1]。
8. ↑  1974年とされることもあるが[3]、1974年はオイルショックのため大会は中止となっている[34]。